# 栗耳短脚鹎
栗耳短脚鹎（学名：Hypsipetes amaurotis）为鹎科短脚鹎属的鸟类。分布于日本、朝鲜半島、台灣、菲律宾以及中国大陆的东北、河北、浙江、上海等地。该物种的模式产地在日本。
體長27-29cm，眼後耳羽棕褐色為其主要特徵。常成群於樹林邊緣地帶活動。

## 分類與系統學
棕耳鵯最初被描述為屬於鶇屬（Turdus）。後來，有些學者將其歸於棕耳鵯屬（Ixos），之後又歸類為Microscelis,，直到2010年再次被重新分類到短腳鵯屬（Hypsipetes）。 棕耳鵯的別名包括亞洲棕耳鵯、栗耳鵯和歐亞棕耳鵯。

### 亞種
栗耳短脚鹎有 12 种已辨认出的亚种：
- 日本栗耳短脚鹎 H. a. amaurotis  (Temminck, 1830)：分布于萨哈林岛南部、日本、南韩，以及中国东北[6]。
- H. a. matchiae (Momiyama, 1923)：分布于日本九州南部。
- H. a. ogawae Hartert, 1907：分布于琉球群岛北部。
- H. a. pryeri Stejneger, 1887：分布于琉球群岛中部。
- H. a. stejnegeri Hartert, 1907：分布于琉球群岛南部。
- H. a. squamiceps (Kittlitz, 1830)：原先被分类为黄鹂属（Oriolus）的一个种，分布于日本小笠原群岛。
- H. a. magnirostris Hartert, 1905：分布于日本火山列岛。
- H. a. borodinonis (Kuroda, 1923)：分布于日本南大东岛。
- 栗耳短脚鹎台湾亞種 H. a. nagamichii Rand & Deignan, 1960 ： 分布于台湾、兰屿與日本與那國島[7]，为台湾特有亚种[6]。
- 栗耳短脚鹎巴丹亞種H. a. batanensis Mearns, 1907：分布于菲律宾的巴丹岛、沃荷斯岛(Ivuhos)、沙坦岛(Sabtang, Batanes)、巴布烟群岛(Babuyan Island)以及Claro(位于菲律宾北部) 等地。
- 栗耳短脚鹎富加亞種 H. a. fugensis OgilvieGrant, 1895：分布于菲律宾的達盧皮里島、卡加煙省、富加岛（位於菲律宾吕宋北部）等地。
- 栗耳短脚鹎卡米金亞種 H. a. camiguinensis McGregor, 1907：分布于菲律宾的卡米金岛（位於菲律宾吕宋北部）。

## 描述

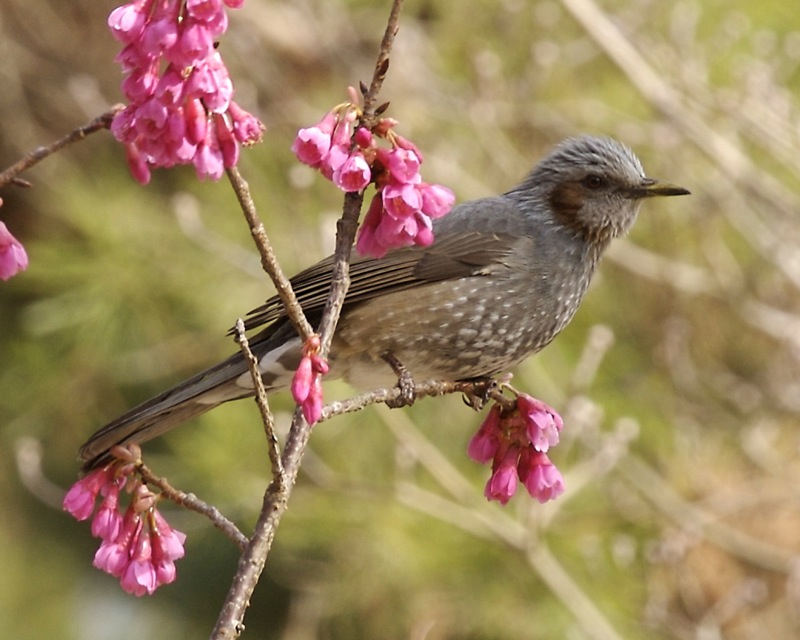
squamiceps亞種成鳥, 京都 (日本)

棕耳鵯約長28 cm（11英寸），呈灰褐色，臉頰帶有棕色斑塊（即其名稱中的「褐耳」），尾巴較長。雖然它們偏好森林區域，但也能很快適應城市和農村環境，其吵鬧的尖叫聲在日本大多數地區都是熟悉的聲音。 一位作者曾形容棕耳鵯的叫聲是「所有鳥類中最難聽的噪音之一」。

## 分佈與棲地
棕耳鵯的分佈範圍非常廣，包括俄羅斯遠東地區（包括庫頁島）、中國東北、朝鮮半島和日本，南至台灣及菲律賓北部的巴布延群島和巴丹群島。
歷史上，棕耳鵯是遷徙鳥類，冬季會遷移到其分佈範圍的南部地區，但近幾十年來，由於農作物和農業方式的變化，它們已經能夠在比以往更北的地區過冬。大多數棕耳鵯仍會在冬季向南遷徙，經常在遷徙過程中形成巨大的群體。在日本的一些地區，棕耳鵯被視為農業害鳥，可能會入侵果園並破壞如捲心菜、花椰菜和菠菜等作物。

## 行為

### 繁殖
雌鳥會產下約五顆卵，並負責孵卵。棕耳鵯經常被杜鵑寄生，杜鵑的雛鳥會將鵯的卵和雛鳥推出巢外。

### 覓食
夏季，棕耳鵯主要以昆蟲為食，而在秋冬季節則主要食用水果和種子。 在此期間，它們也會吃山茶花的花蜜，過程中沾滿黃色花粉。因此，它們在昆蟲傳粉者較少的季節裡，幫助花朵授粉。

## 疾病
H. amaurotis 是一種宿主，攜帶血孢子蟲的病原體Haemoproteus philippinensis (Haemoproteus (Parahaemoproteus) philippinensis).:485–486